# Lorne Greene
Lorne Greene (Ottawa, Canadá, 12 de fevereiro de 1915 – Santa Mônica em 11 de setembro de 1987), foi um ator canadense.
Foi mais conhecido mundialmente por seu papel de Ben Cartwright, o patriarca da família de rancheiros no seriado de TV dos anos 60, Bonanza.

## Biografia
Este ator de origem canadense era descendente de judeus russos e sua família era especialista na fabricação de aparelhos ortopédicos. Ao optar por seguir a carreira artística ele enfrentou a oposição paterna.
Começou fazendo pequenos papéis em seriados de TV ou apenas como narrador na década de 1950, entre eles "Denger", "Studio one" e "Sailor of fortune".
O sucesso chegou ao ser escolhido para viver o rancheiro Ben Cartwright no seriado de TV, "Bonanza", que ficou 14 anos no ar e até hoje é considerada uma das melhores séries produzidas pela TV americana. Também estreou outra série, "Battlestar Galactica" no papel de comandante Adama. "Battlestar Galactica" foi criada por Glen A. Larson, que além desta série criou também "O Homem de Seis Milhões de Dólares", "A Supermáquina", "Buck Rogers", "Magnum", "Trovão Azul", "Manimal", etc.
Lorne Greene foi operado de um câncer em 1985 e morreu após complicações pulmonares em setembro de 1987, aos 72 anos.

## Principais trabalhos em TV e cinema
- The Alamo: Thirteen Days to Glory - (1987) (TV)
- Vasectomy: a delicate matter - (1986) (cinema)
- Noah's ark - (1986) (cinema)
- Highway to heaven - (1985)  (TV)
- The nutcracker: a fantasy on ice - (1983) (TV)
- The love boat - (1982)   (TV)
- Heidi's song - (1982) (cinema)
- Code red - (1981) (TV)
- A Gift of music - (1981) (TV)
- Aloha paradise - (1981)   (TV)
- A time for miracles - (1980) (TV)
- Vega$ - (1980)  (TV)
- Living legend: the king of rock and roll - (1980) (cinema)
- Galactica 1980 - (1980)   (TV)
- Klondike fever - (1980) (cinema)
- Conquest of the Earth - (1980) (TV)
- Battlestar Galactica - (1978-1979)  (TV)
- The little Brown Burro - (1978) (TV)
- The bastard - (1978) (TV)
- Mission Galactica: the cylon attack - (1978) (TV)
- The trial of Lee Harvey Oswald - (1977) (TV)
- The Hardy boys/Nancy Drew mysteries - (1977)  (TV)
- SST: Death flight - (1977) (TV)
- Roots - (1977) (TV)
- Arthur Hailey's the moneychangers - (1976) (TV)
- Man on the outside - (1975) (TV)
- Nevada Smith - (1975) (TV)
- Earthquake - (1974)  (cinema)
- Last of the wild - (1974) (TV)
- Griff - (1973) (TV)
- Bonanza - (1959-1973) - (TV)
- The electric company - (1973) - (TV)
- To the wild country - (1972) (TV)
- The special london bridge special - (1972) (cinema)
- The Harness - (1971) (TV)
- Destiny of a Spy - (1969) (TV)
- The London Palladium show - (1966)  (TV)
- Cheyenne - (1960)  (TV)
- Mike Hammer - (1959)  (TV)
- Bronco - (1959)  (TV)
- Wagon train - (1959)  (TV)
- The Vivian Carter story - (1959) (TV)
- The third man - (1959)  (TV)
- The Trap - (1959) (cinema)
- The Buccaneer - (1958) (cinema)
- The Last of the Fast Guns - (1958) (cinema)
- Suspicio - (1958)  (TV)
- The Gift of Love - (1958) (cinema)
- The Hard Man - (1957) (cinema)
- Peyton Place - (1957) (cinema)
- Studio one - (1953-1957)  (TV)
- Playhouse 90 - (1957)  (TV)
- Sailor of fortune - (1956)  (TV)
- The United States steel hour - (1956)  (TV)
- The Alcoa hour - (1956)  (TV)
- Autumn Leaves - (1956) (cinema)
- Studio 57 - (1955)  (TV)
- The Elgin hour - (1955)  (TV)
- Climax! - (1955)  (TV)
- Tight Spot - (1955) (cinema)
- You are there - (1954-1955)
- Denger - (1954)  (TV)
- Othello - (1953) (TV)
- Farewell oak street - (1953) (cinema)